# كين باغلي
كين باغلي (بالإنجليزية: Ken Bagley)‏ هو لاعب كرة قدم أسترالية أسترالي، ولد في 7 أكتوبر 1939 في برث في أستراليا.

## وصلات خارجية
- كين باغلي على موقع AustralianFootball.com (الإنجليزية)